# Planetární civilizace

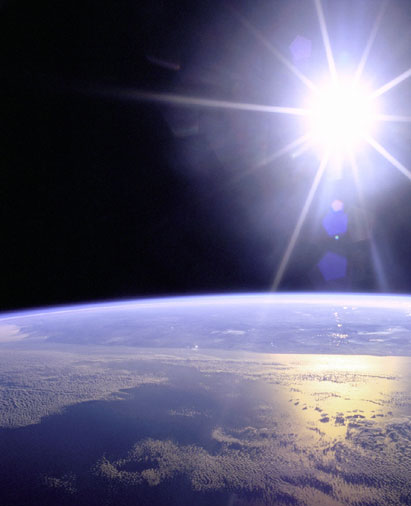
Planetární civilizace nebo Civilizace typu I je schopná využívat veškerou energii získanou z domovské hvězdy nebo kolem 10^{17} wattů v případě Země.

Planetární civilizace nebo také globální civilizace je civilizací Typu I na Kardašovově škále s energetickou spotřebou na úrovních poblíž dnešní pozemské civilizace s využívanou energií rovnající se slunečnímu záření dopadajícímu na Zemi (mezi 1016 a 1017 watty). Ze společenského hlediska – celosvětová, globální, stále více propojená, mezinárodní, vysoce technologická společnost.

## Planetární civilizace – Civilizace typu I na Kardašovově škále
Sovětský astronom Nikolaj Kardašov ve své práci „Šíření informací mimozemskými civilizacemi“ (Transmission of Information by Extraterrestrial Civilizations) publikované roku 1964 navrhl škálu technologického vývoje civilizace založený na množství energie, kterou je civilizace schopná využít, později pojmenována Kardašovova škála.
Civilizace typu I je planetární, využívá veškerou energii, která je dostupná z domovské hvězdy, nebo kolem 1017 wattů. Civilizace typu II je hvězdná, využívá veškerou energii, kterou vyzařuje její domovská hvězda, nebo 1027 wattů. Civilizace typu III je galaktická, využívá energii miliard hvězd, nebo okolo 1037 wattů.
Carl Sagan navrhl definici přechodových hodnot (nejsou zahrnuty v Kardašovově původní škále) pomocí interpolace a extrapolace, podle jeho výpočtů je moderní stav momentální lidské civilizace vyjádřen hodnotou kolem 0,7.

## Přechod na planetární civilizaci
Teoretický fyzik Michio Kaku v knize Fyzika Budoucnosti, vydané roku 2011, stojí, že by lidstvo s průměrným ekonomickým růstem mohlo dosáhnout postavení planetární civilizace do 100 let.

## Nebezpečí přechodu na planetární civilizaci
Michio Kaku ve svém rozhovoru „Will Mankind Destroy Itself?“ (Zničí lidstvo samo sebe?) s webovou stránkou „Big Think“ diskutoval o nebezpečí přechodu na planetární civilizaci. Nebezpečné období je nyní, protože stále máme barbary, ale také máme jaderné zbraně.

## Ve sci-fi
Planetární civilizace jsou různé civilizace, které vidíme ve sci-fi. Michio Kaku kvalifikuje jako jedny z typických Civilizací typu I by mohli být z Buck Rogers nebo Flash Gordon, kde byly využívány veškeré energetické zdroje planety. Mohli ovládat všechny planetární zdroje energie, takže mohli být schopní ovládat nebo měnit počasí, které bude, spoutat sílu hurikánu nebo mít města na oceánech. Ačkoli se toulají po nebi v raketách, jejich výdej energie je stále velmi omezen na jejich planetu.

## Další status – hvězdná civilizace
Na Kardašovově škále je dalším statusem Civilizace typu II, kde civilizace využívá veškerou energii, kterou vyzařuje její hvězda, nebo kolem 1027 wattů. Michio Kaku v knize „Fyzika Budoucnosti“ předpokládá, že by lidstvo mohlo dosáhnout statusu hvězdné civilizace za několik tisíc let.